# 巴尔加特
巴尔加特（Barghat），是印度中央邦Seoni县的一个城镇。总人口10425（2001年）。

## 人口
该地2001年总人口10425人，其中男性5352人，女性5073人；0—6岁人口1329人，其中男701人，女628人；识字率72.99%，其中男性为79.48%，女性为66.13%。